# Speicher, Appenzell Ausserrhoden
Speicher (schweizertyska: Im Spiicher) är en ort och kommun i kantonen Appenzell Ausserrhoden i Schweiz. Kommunen har 4 453 invånare (2023).
I kommunen finns orterna Speicher och Speicherschwendi.